# Karin van As
Karin van As (6 augustus 1964) is een Nederlands stemactrice en presentatrice.

## Loopbaan
Van As begon in de jaren '90 als musicalster en speelde in Cats de understudyrol van Grizabella en in de musical Cabaret van Joop van den Ende was ze understudy voor Sally Bowles, zong met Hilde de Mildt en Willem Nijholt. Ze zong en speelde in een Carmen bewerking van Stella den Haag en in '95 een Carmen bij IDTV, waar ze de rol van Mercedes speelde en zong. Van As spreekt sinds 1995 voice-overs in, onder andere bij animaties. Zo sprak ze de stem in van Icy in de serie Winx Club, Judy in de Tweenies en een stem in de film Madagascar. Daarnaast spreekt ze voorlichtingsfilms en commercials in. Van 1998 tot 2002 was ze de radiostem voor de invoering van de Euro. Ze is sinds 2006 de vaste stem bij Cito BV, waar ze toetsen inspreekt voor basisschoolkinderen. In april 2021 was ze de ‘announcer ' die in het Engels de presentatoren en de 39 landen aankondigde voor het Eurovisiesongfestival 2021.

### Nederlandse Spoorwegen
Sinds juni 2021 is Van As de stem van het omroepsysteem van de Nederlandse Spoorwegen (NS) en is zij te horen  op alle spoorwegstations in Nederland en ook in de sprinters. De NS is overgegaan op een omroepsysteem dat gebruik maakt van text-to-speech. Van As is de opvolger van Tuffie Vos, die sinds 1996 haar stem leende voor het omroepsysteem.